# Miguel Mercado
Miguel Ángel Mercado Melgar (Santa Cruz de la Sierra, 30 de agosto de 1975) es un exfutbolista y entrenador boliviano.
Se desempeñaba como delantero y, luego de pasar casi 12 temporadas en el Bolívar, terminó su carrera en The Strongest. Además formó parte de la selección de fútbol de Bolivia.

## Clubes

### Como jugador
| Club              | País    | Año         |
| ----------------- | ------- | ----------- |
| Bolívar           | Bolivia | 1995 - 2006 |
| San José          | Bolivia | 2006 - 2007 |
| Jorge Wilstermann | Bolivia | 2007        |
| The Strongest     | Bolivia | 2008        |

### Como entrenador
| Club                   | País    | Año         |
| ---------------------- | ------- | ----------- |
| Universitario de Pando | Bolivia | 2013 - 2014 |

## Palmarés

### Como jugador
Títulos nacionales
| Título           | Club    | País    | Año             |
| ---------------- | ------- | ------- | --------------- |
| Primera División | Bolívar | Bolivia | 1996            |
| Primera División | Bolívar | Bolivia | 1997            |
| Primera División | Bolívar | Bolivia | 2002            |
| Primera División | Bolívar | Bolivia | Apertura 2004   |
| Primera División | Bolívar | Bolivia | Adecuación 2005 |

### Como entrenador
Títulos nacionales
| Título             | Club                   | País    | Año     |
| ------------------ | ---------------------- | ------- | ------- |
| Copa Simón Bolívar | Universitario de Pando | Bolivia | 2013/14 |

### Distinciones individuales
| Distinción                                                   | Año           |
| ------------------------------------------------------------ | ------------- |
| Máximo goleador de la Primera División de Bolivia (18 goles) | Clausura 2003 |